# Набережная Обводного канала
Набережная Обводного канала — набережная в Санкт-Петербурге, проходящая вдоль Обводного канала от Невы до Екатерингофки.

## История
Название известно с 1848 года, первое время существовал вариант шоссе Обводного канала. По правому берегу набережная проходит на всю длину канала, лишь подъезд к реке Екатерингофке был закрыт в 1970-е годы.
По левому берегу набережной проезд изначально был возможен только от реки Волковки, в начале XX века набережную продлили до Атаманской улицы, в 1975 году — до Кременчугской улицы, но дальнейшему проезду мешал Французский ковш Обводного канала. В 2013—2017 годах было построено продолжение левобережной набережной от Атаманского моста до проспекта Обуховской обороны; в процессе строительства были сооружены Французский мост через ковш бассейна, надземный пешеходный переход, а также двухуровневая развязка с проспектом Обуховской обороны.
В 1960-х — 1970-х годах была произведена реконструкция ряда участков правобережной набережной. В результате реконструкции была укреплена и заключена в гранит береговая линия канала, расширена проезжая часть, деревянные мосты заменены металлическими и бетонными, а также построены два транспортных тоннеля — на пересечении с Московским (1967) и Лиговским (1971) проспектами. В дальнейшем также производились ремонт и реконструкция других участков набережной, как на правом, так и на левом берегу.
В 2007—2012 годах была проведена реконструкция обеих набережных под Американскими железнодорожными мостами, а также сами мосты. В результате реконструкции левобережная набережная была расширена и заглублена, чтобы большегрузы не застревали под мостами.
От проспекта Обуховской Обороны до улицы Черняховского по правому берегу и от Лиговского проспекта до проспекта Обуховской Обороны организовано одностороннее движение.
На участке от Лиговского проспекта до Лифляндской улицы с 1870-х годов XX века существовало коночное движение, заменённое впоследствии трамваем. В 2006 году большая часть трамвайных рельсов была демонтирована, движение сохранилось только на участке от Старо-Петергофского проспекта до Лифляндской улицы. На участке от Рыбинской улицы до Лиговского проспекта все еще остались фрагменты путей.
C 1970-х годов до 1991 года на участке от Измайловского до Московского проспекта существовала троллейбусная линия.

## Пересечения
- проспект Обуховской обороны (развязка)
- Мельничная улица (левый берег)
- Глиняная улица (левый берег)
- Атаманская улица (правый берег)
- Кременчугская улица / Глухоозёрское шоссе
- железнодорожная линия «Санкт-Петербург — Москва» (проезд под Американскими мостами)
- Нефтяная дорога (левый берег)
- Днепропетровская улица
- Тамбовская улица / улица Черняховского
- Лиговский проспект (частичная развязка на правом берегу)
- Воронежская улица (моста через канал нет)
- Боровая улица
- улица Константина Заслонова (правый берег)
- Подъездной переулок (правый берег)
- железнодорожная линия «Санкт-Петербург — Пушкин» (проезд под Царскосельским мостом)
- Рыбинская улица / Рузовская улица
- Можайская улица (правый берег)
- Верейская улица (правый берег)
- Подольская улица (правый берег)
- Серпуховская улица (правый берег)
- Бронницкая улица (правый берег)
- Масляный переулок (левый берег)
- Заозёрная улица (левый берег)
- Московский проспект (частичная развязка на правом берегу)
- Угловой переулок (правый берег)
- улица Егорова (правый берег)
- Парфёновская улица (левый берег, строится)
- Варшавский проезд (левый берег)
- Измайловский проспект
- Измайловский бульвар (левый берег)
- Митрофаньевское шоссе
- площадь Балтийского вокзала
- Лермонтовский проспект
- улица Шкапина (левый берег)
- улица Розенштейна
- Дровяная улица (правый берег)
- улица Циолковского (правый берег)
- Старо-Петергофский проспект
- Бумажная улица (левый берег)
- Лифляндская улица / улица Степана Разина

## Примечательные здания и сооружения
- Дом № 7 — комплекс зданий Санкт-Петербургской духовной академии, 1820-е, арх. Луиджи Руска[1].
- Дом № 9 — бывшее Александро-Невское Антониевское духовное училище[2], в настоящее время — Городская психиатрическая больница № 6[3].
  - Дом № 9, к. 2, литера Л — жилой дом Александро-Невского Антониевского духовного училища, 1868  781610744470005
- Дом № 11 — бывшая библиотека Духовной академии, 1882, арх. Дмитрий Люшин[2].
- Дом № 17, литеры А, Б, Г — Санкт-Петербургская духовная академия,  781520341540005
- Дом № 114, к. 3 — историческое здание 1885 года постройки, было признано аварийным в 2009 году. В 2023-м было продано частному инвестору, планируется реставрация[4].
- Дом № 116 — Церковь Воскресения Христова, 1904—1908  781510359150006
- Дом № 116, к. 2 — деревянный дом 1870-х годов постройки, экспертиза 2013 года под руководством Марины Штиглиц рекомендовала его к включению в реестр объектов культурного наследия[5]
- Дом № 124 — в начале ноября 1907 года в первом этаже надворного флигеля был открыт кинематограф, просуществовавший около года. 5 августа 1910 года на 2 этаже дворового флигеля в квартире № 48 был открыт кинематограф «Балтийский электротеатр», просуществовавший 3 года. В начале 1916 года был открыт кинотеатр «Россия», просуществовавший до 1927 года[6].
- Дом № 126 — до Октябрьской революции располагался кинематограф «Балтийский театр»[6].
- Дом № 134—136—138 (Старо-Петергофский проспект, 20к1) — дача Строгановых, 1765, перестроена в конце XIX в.  781620553640005
- Дома № 134-136-138 — Комплекс построек товарищества Российско-американской резиновой мануфактуры «Треугольник» (1860-1910 гг.), архитекторы Генрихсен Роман Романович, Гедике Роберт Андреевич, Юргенс Эммануил Густавович, Гельман Евгений Иванович, Фон Витте Оскар Оскарович, Кржижановский Евгений Александрович и Серк Лев Акселевич.

- Дома № 169—173 — Измайловские провиантские магазины.  7810088000
- Дом № 223—225, литера Т — Проходная контора Российской бумагопрядильной мануфактуры, 1835—1838 гг.  781710767000006